# Elección del líder del Partido Liberal Democrático de Japón de 2007
Dentro del Partido Liberal Democrático (PLD) de Japón se realizó una elección el 23 de septiembre de 2007 luego de que el líder del partido, el primer ministro de Japón Shinzō Abe anunciará su renuncia el 12 de septiembre de 2007. Abe había sido elegido para el puesto hace un año y su renuncia ocurrió sólo tres días después de iniciarse una nueva sesión parlamentaria. Abe declaró que su impopularidad dificultaba la aprobación de una ley antiterrorismo e involucraba entre otras cosas con la continuación de la presencia militar de Japón en Afganistán. Oficiales del partido también declararon que el primer ministro estaba sufriendo serios quebrantos de salud.
Yasuo Fukuda derrotó a Tarō Asō en la elección, recibiendo 330 votos contra 190 votos de Asō.
Debido a que el PLD tiene una mayoría absoluta en la cámara baja, Fukuda fue elegido primer ministro el 25 de septiembre de 2007.

## Candidatos
Son necesarios al menos veinte firmas de legisladores del PLD para convertirse en candidato para la elección. Existen 387 miembros de la Dieta y 141 representantes prefecturales (tres por cada una de las 47 prefecturas) pertenecientes al PLD, teniendo un total de 528 votos. Las siguientes personas fueron candidatos en la elección:
1. Tarō Asō,[7] Secretario General del PLD; llegó de segundo en la elección del líder de 2006 e inicialmente se rumoraba que sería el sucesor de Abe antes de que Fukuda se postulara.[8][9] Anunció su candidatura el 13 de septiembre.
2. Yasuo Fukuda,[7] antiguo Secretario Jefe del Gabinete bajo las administraciones de Yoshiro Mori y Junichiro Koizumi. Anunció su candidatura el 15 de septiembre.[10]

Otras personas que se consideraban como aptos para ser candidatos, pero que rechazaron la nominación, fueron:
1. El antiguo primer ministro, Junichiro Koizumi, predecesor inmediato de Abe, también fue considerado como un posible candidato, pero declinó aceptar la nominación.[1] Él expresó su apoyo a Fukuda el 14 de septiembre.[11]
2. El incumbente Ministro de Finanzas Fukushiro Nukaga declaró inicialmente el 13 de septiembre que participaría,[1][12][13][14] pero decidió apoyar a Fukuda el 14 de septiembre luego de una reunión con él durante 40 minutos.[15]
3. Sadakazu Tanigaki, antiguo ministro de Finanzas de Junichiro Koizumi,[12] y Taku Yamasaki, antiguo Secretario General del PLD y tercer candidato en la elección del líder de 2006,[3] anunciaron su apoyo a Fukuda el 14 de septiembre, así como el antiguo Secretario General del PLD Makoto Koga.[16]
4. Kaoru Yosano, Secretario Jefe del Gabinete incumbente, también fue considerado como candidato,[8][12] pero no decidió correr.

Asō declaró el 16 de septiembre que era difícil de obtener la victoria en la elección y confesó que él se mantenía en la carrera con el fin de otorgar una opción a los miembros del partido. Fukuda tenía el apoyo de ocho facciones del PLD, todas con excepción de la facción de Asō; además declaró que no visitaría el controversial Santuario Yasukuni, y propuso la construcción de un monumento conmemorativo nacional de carácter secular. Asō declaró que no era posible reemplazar el santuario, pero no comentó si el visitaría el santuario al ser elegido. Fukuda tenía un tono más conciliador en relación con el asunto de los secuestros hechos por Corea del Norte, mientras que Asō tenía una posición como político de línea dura.
Según varias encuestas, Fukuda tenía el apoyo de 213 legisladores, mientras que Asō tenía el apoyo de 45 miembros de la Dieta. Los observadores estuvieron de acuerdo con que Fukuda era el virtual ganador debido a su amplio apoyo independientemente de las diferentes facciones que existían dentro del partido.
Fukuda recibió 330 votos (62,5%) en la elección, realizado el 23 de septiembre, derrotando a Asō, quien recibió 197 votos (37,3%). El apoyo de los miembros de la Dieta fue suficiente para poner a Fukuda como ganador en la primera ronda.